# Boletina basalis
Boletina basalis is een muggensoort uit de familie van de paddestoelmuggen (Mycetophilidae). De wetenschappelijke naam van de soort is voor het eerst geldig gepubliceerd in 1818 door Johann Wilhelm Meigen.